# سعد بن خيثمة
سعد بن خيثمة صحابي من الأنصار من بني غنم بن السلم من الأوس، بايع النبي محمد بيعة العقبة الثانية، وكان أحد نقباء الأنصار الإثنا عشر. لما هاجر المهاجرون كان سعد ممن يستضيفونهم في بيوتهم، ولما هاجر النبي محمد اتخذ من داره مقرًا يجلس فيه للناس يعلمهم دينهم. شهد سعد غزوة بدر سنة 2 هـ، واستُشهِد فيها.

## نسبه
سعد بن خيثمة، ابن الحارث بن مالك بن كعب بن النحّاط بن كعب بن حارثة بن غَنْم بن السلم، ويكنى أبا عبد الله، وأمّه: هند بنت أوس بن عديّ بن أُميّة بن عامر بن خطمة بن جُشَم بن مالك من الأوس، وأخوه لأمّه أبو ضَيّاح النعمان بن ثابت.
قال البخاري: ‌سعد ‌بن ‌خيثمة، من بني عمرو بن عوف، الأنصاري، الأوسي، المدني؛ وكان نقيباً، قتل يوم بدر.

## أولاده
وكان لسعد من الولد عبد الله، وقد صحب النبيّ، وشهد معه الحُديبية، وأمّه جميلة بنت أبي عامر وهو عبد عمرو بن صيفيّ بن النعمان بن مالك بن أَمَة بن ضُبيعة بن زيد بن مالك بن عوف بن عمرو بن عوف من الأوس، وقد كان له بقيّة فانقرض آخرهم في سنة مائتين فلم يبق له عقب.

## روايته للحديث النبوي الشريف
قال البغوي: قال أبو القاسم: ولا أعلم روى سعد بن خيثمة، عن النبي حديثاً مسنداً، وتوفي على عهد النبي.
روى الطبراني بسنده: عن إبراهيم بن عبد الله بن سعد بن خيثمة، حدثني أبي، عن أبيه، قال: قال رسول الله: رأيت ‌كأن ‌رحمة ‌وقعت ‌بين ‌بني ‌سالم ‌وبين ‌بني ‌بياضة، فقالوا: يا رسول الله، أفننتقل إلى موضعها؟ قال: لا، ولكن اقبروا فيها، فقبروا فيها موتاهم.

## سيرته
كان سعد بن خيثمة ممن بايع النبي محمد في مكة بيعة العقبة الثانية، واختاره الأنصار واحدًا من نقبائهم الإثني عشر. ولما هاجر المهاجرون إلى يثرب، استقبل سعد في داره الكثير منهم. وبعد هجرة النبي محمد، نزل النبي دار كلثوم بن الهدم في البداية، واتخذ من دار سعد مقرًا له يعلم فيه الناس دينهم، وكان بيته يسمى بيت العزاب، ثم انتقل إلى دار أبي أيوب الأنصاري. وقد آخى النبي محمد بين سعد وأبو سلمة بن عبد الأسد.
روى الذهبي: وقال عثمان بن عطاء الخراساني، عن أبيه، عن عكرمة، عن ابن عباس قال: لما دخل النبي المدينة مر على عبد الله بن أبي وهو جالس على ظهر الطريق، فوقف عليه رسول الله ينظر أن يدعوه إلى المنزل، وهو يومئذ سيد أهل المدينة في أنفسهم، فقال عبد الله: انظر الذين دعوك فأتهم، فعمد إلى ‌سعد ‌بن ‌خيثمة، فنزل عليه في بني عمرو بن عوف ثلاث ليال، واتخذ مكانه مسجداً فكان يصلي فيه، ثم بناه بنو عمرو، فهو الذي أسس على التقوى والرضوان.
وعن ابن عباس قال: أذن النبي صلى في الجمعة قبل أن يهاجر، ولم يستطع أن يجمع بمكة، فكتب إلى مصعب بن عمير: أما بعد فانظر اليوم الذى تجهر فيه اليهود بالزبور، فاجمعوا نساءكم وأبناءكم، فإذا مال النهار عن شطره عند الزوال من يوم الجمعة، فتقربوا إلى الله بركعتين، قال فهو أول من جمع حتى قدم النبي المدينة، فجمع عند الزوال من الظهر، وأظهر ذلك، وكان ذلك في دار سعد بن خيثمة، وهم اثنا عشر رجلاً، وما ذبح لهم يومئذٍ إلا شاة.
وروي عن أبي هريرة، قال: جاء الحارث الغطفاني إلى رسول الله، قال: يا محمد، شاطرنا ثمر المدينة، قال: حتى أستأمر السعود؛ فبعث إلى سعد بن معاذ، وسعد بن الربيع، وسعد بن خيثمة، وسعد بن مسعود.
لما ندب النبي محمد المسلمين للخروج إلى غزوة بدر سنة 2 هـ، قال خيثمة بن الحارث لابنه سعد: «آثرني بالخروج، وأقم مع نسائك». فأبى، وقال: «لو كان غير الجنة، آثرتك به». فاقترعا، فخرج سهم سعد فخرج، وقُتل يومها، ثم قُتل أبوه خيثمة بعده في غزوة أحد، وكان الذي قتل سعد عمرو بن عبد ود وقيل طعيمة بن عدي. توفي سعد وله من الولد عبد الله أمه جميلة بنت أبي عامر بن صيفي الضبيعية الأوسية.

قال الإمام الذهبي: ويقال: كان مع رسول الله، أي في غزوة بدر، فرسان؛ على أحدهما: مصعب بن عمير، وعلى الآخر: سعد بن خيثمة.

## وفاته
عن محمد بن إسحاق: أن ‌سعد ‌بن ‌خيثمة استشهد يوم بدر.، قال أبو بكر الأزدي: ‌سعد ‌بن ‌خيثمة، شهد العقبة وكان نقيباً، وقتل يوم بدر، وقتل أبوه يوم أحد.